# Саленталь
Саленталь (фр. Salenthal) — упразднённая коммуна на северо-востоке Франции в регионе Эльзас — Шампань — Арденны — Лотарингия, департамент Нижний Рейн, округ Саверн, кантон Саверн. До марта 2015 года коммуна административно входила в состав упразднённого кантона Мармутье (округ Саверн). Упразднена с 1 января 2016 года, объединена с коммунами Алленвиллер, Биркенвальд и Сенгрист в новую коммуну Соммеро.
Площадь коммуны — 1,34 км², население — 208 человек (2006) с тенденцией к росту: 246 человек (2013), плотность населения — 183,6 чел/км².

## Население
Население коммуны в 2011 году составляло 226 человек, в 2012 году — 231 человек, а в 2013-м — 246 человек.
| 1962 | 1968 | 1975 | 1982 | 1990 | 1999 | 2006 | 2008 | 2011 | 2012 | 2013 |
| ---- | ---- | ---- | ---- | ---- | ---- | ---- | ---- | ---- | ---- | ---- |
| 133  | 123  | 123  | 121  | 140  | 165  | 208  | 213  | 226  | 231  | 246  |

Динамика населения:

## Экономика
В 2010 году из 155 человек трудоспособного возраста (от 15 до 64 лет) 126 были экономически активными, 29 — неактивными (показатель активности 81,3 %, в 1999 году — 77,0 %). Из 126 активных трудоспособных жителей работали 117 человек (66 мужчин и 51 женщина), 9 числились безработными (6 мужчин и 3 женщины). Среди 29 трудоспособных неактивных граждан 16 были учениками либо студентами, 7 — пенсионерами, а ещё 6 — были неактивны в силу других причин.

## Достопримечательности (фотогалерея)

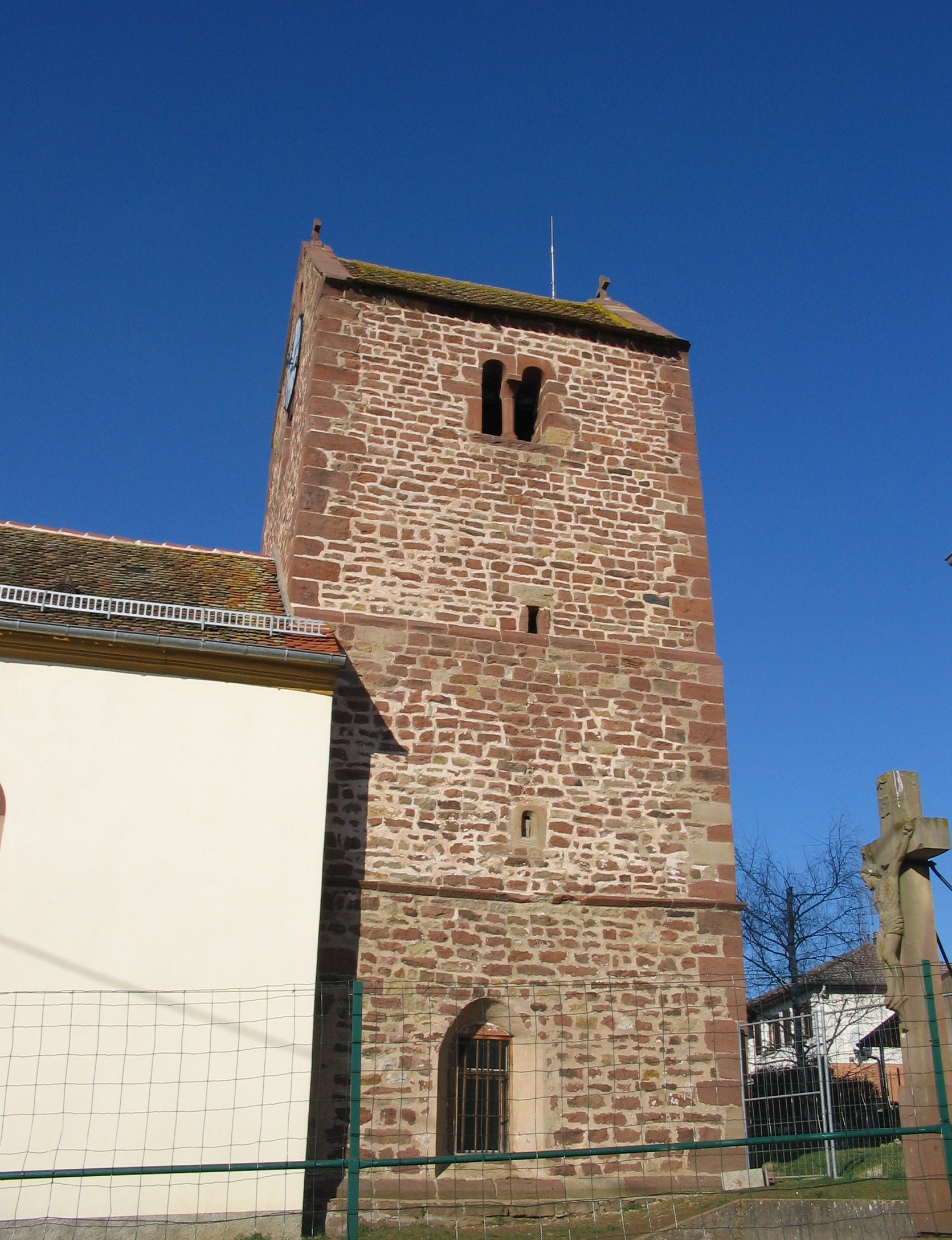
Колокольня церкви Сен-Мари
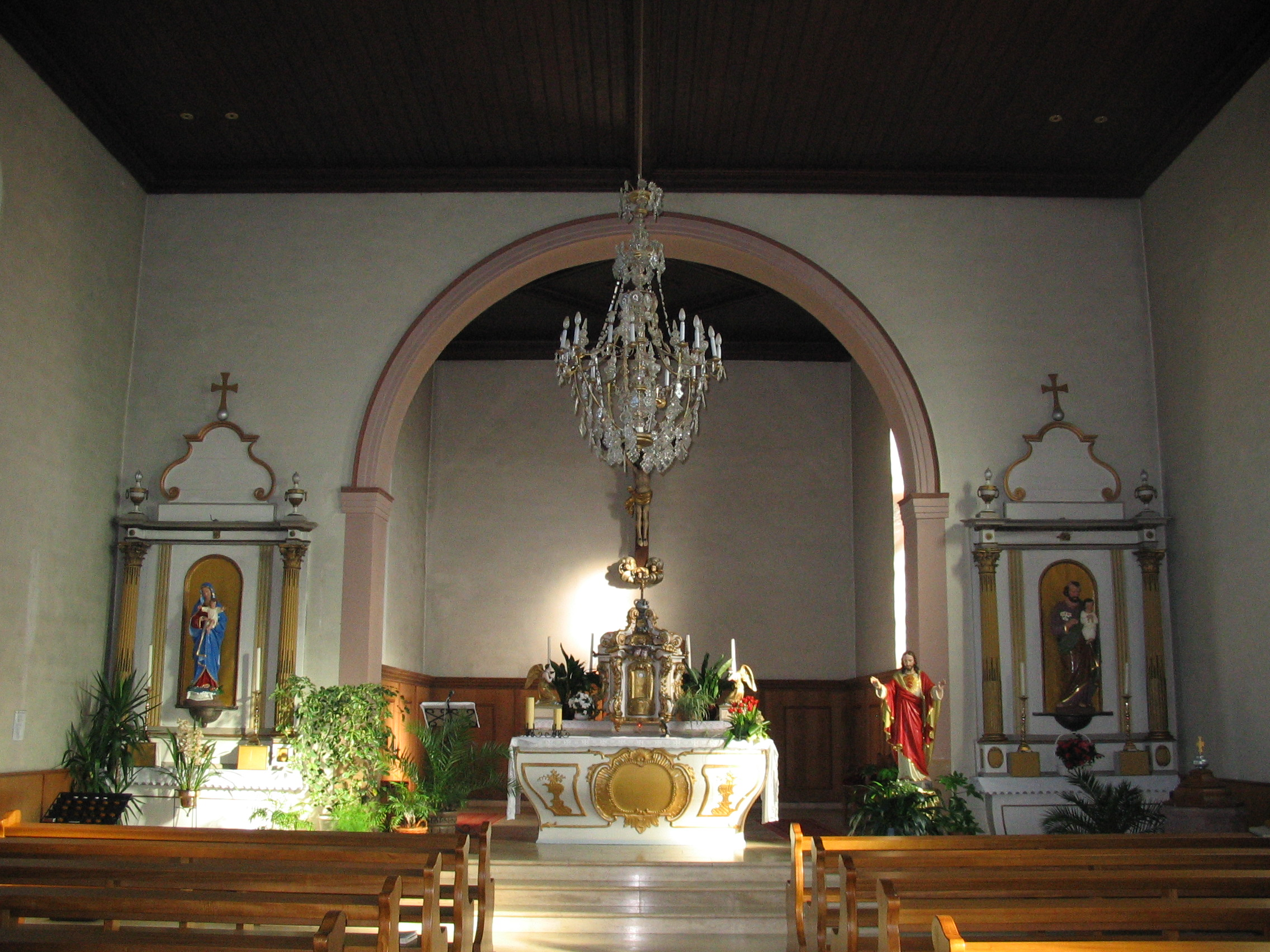
Интерьер церкви Сен-Мари
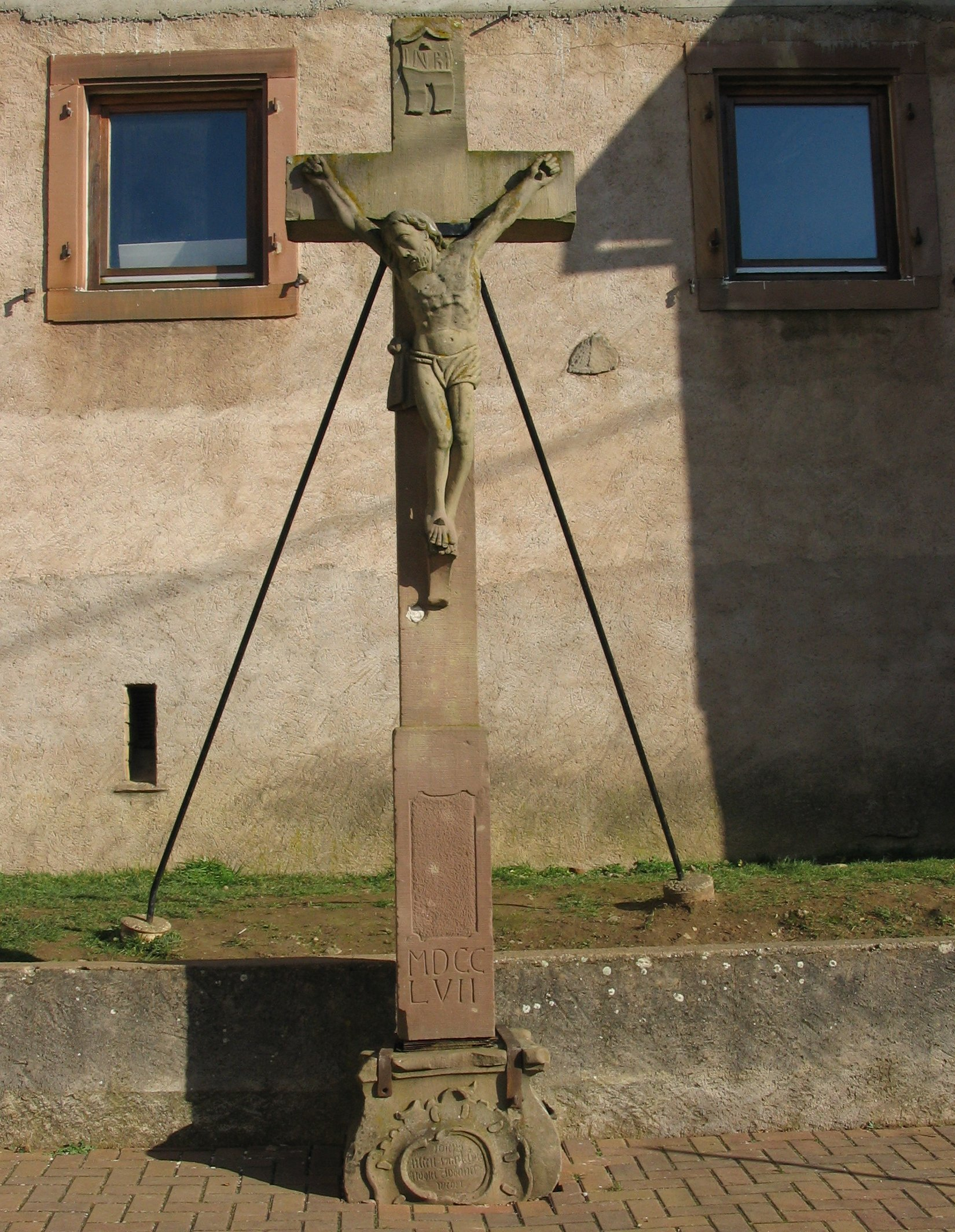
Распятие
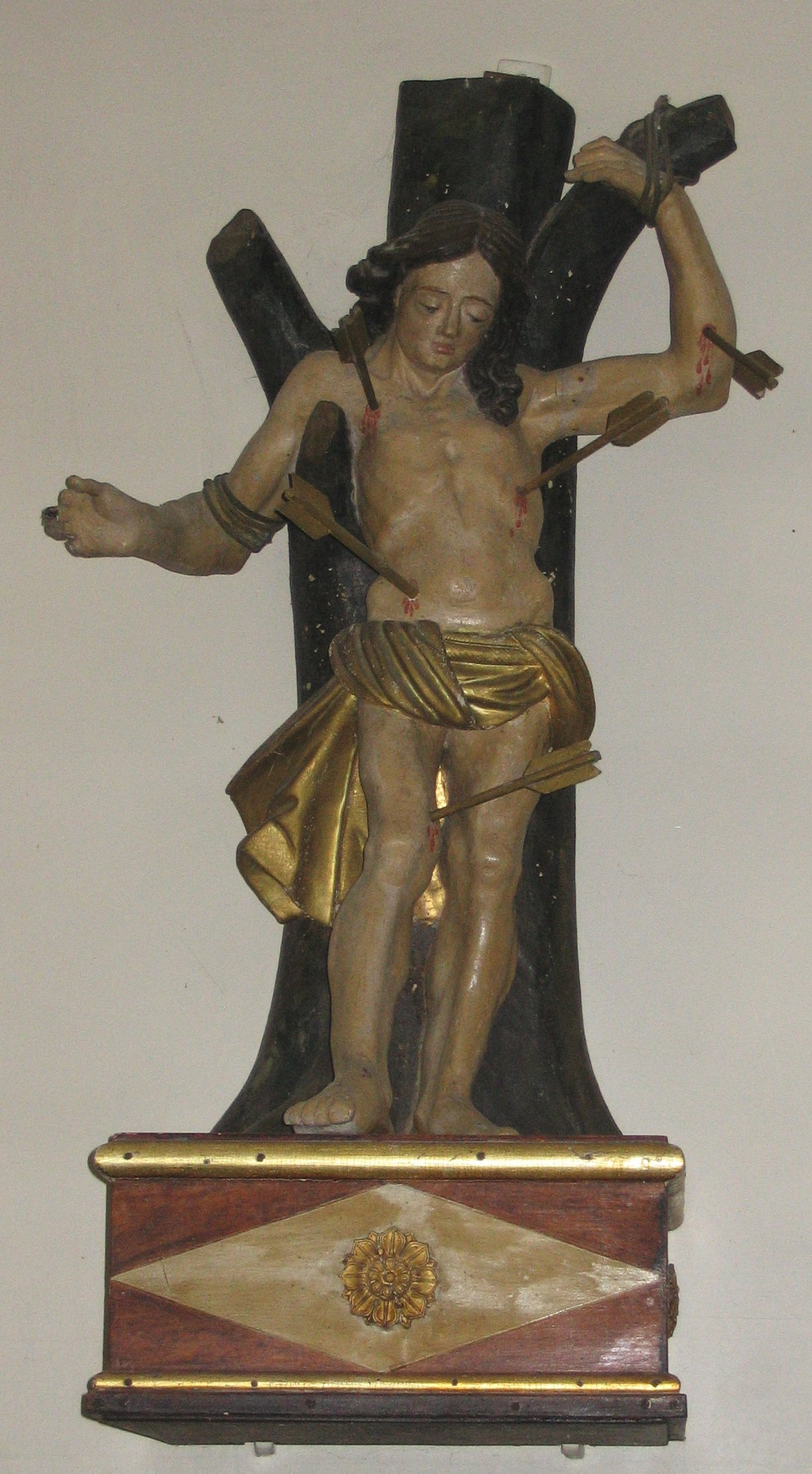
Статуя святого Себастьяна — мученика III века